# Пашково (Жирятинский район)
Пашко́во — деревня в Жирятинском районе Брянской области, в составе Жирятинского сельского поселения. 
 Расположена на левом берегу реки Доброшовки, в 5 км к северу от села Жирятино. Постоянное население с 2005 года отсутствует.

## История
Упоминается с 1 пол. XVII века в составе Подгородного стана Брянского уезда; бывшее владение Надеиных, Безобразовых, позднее Гудимов и других. Состояла в приходе села Княвичи.
С 1861 по 1924 год в Княвицкой волости Брянского (с 1921 — Бежицкого) уезда; в 1924—1929 в Жирятинской волости.
С 1929 в Жирятинском районе, а при его временном расформировании — в Жуковском (1932—1939), Брянском (1957—1985) районе. До 1959 года входила в Княвичский, Павловичский сельсовет; позднее в Жирятинском сельсовете.